# Internet Archive

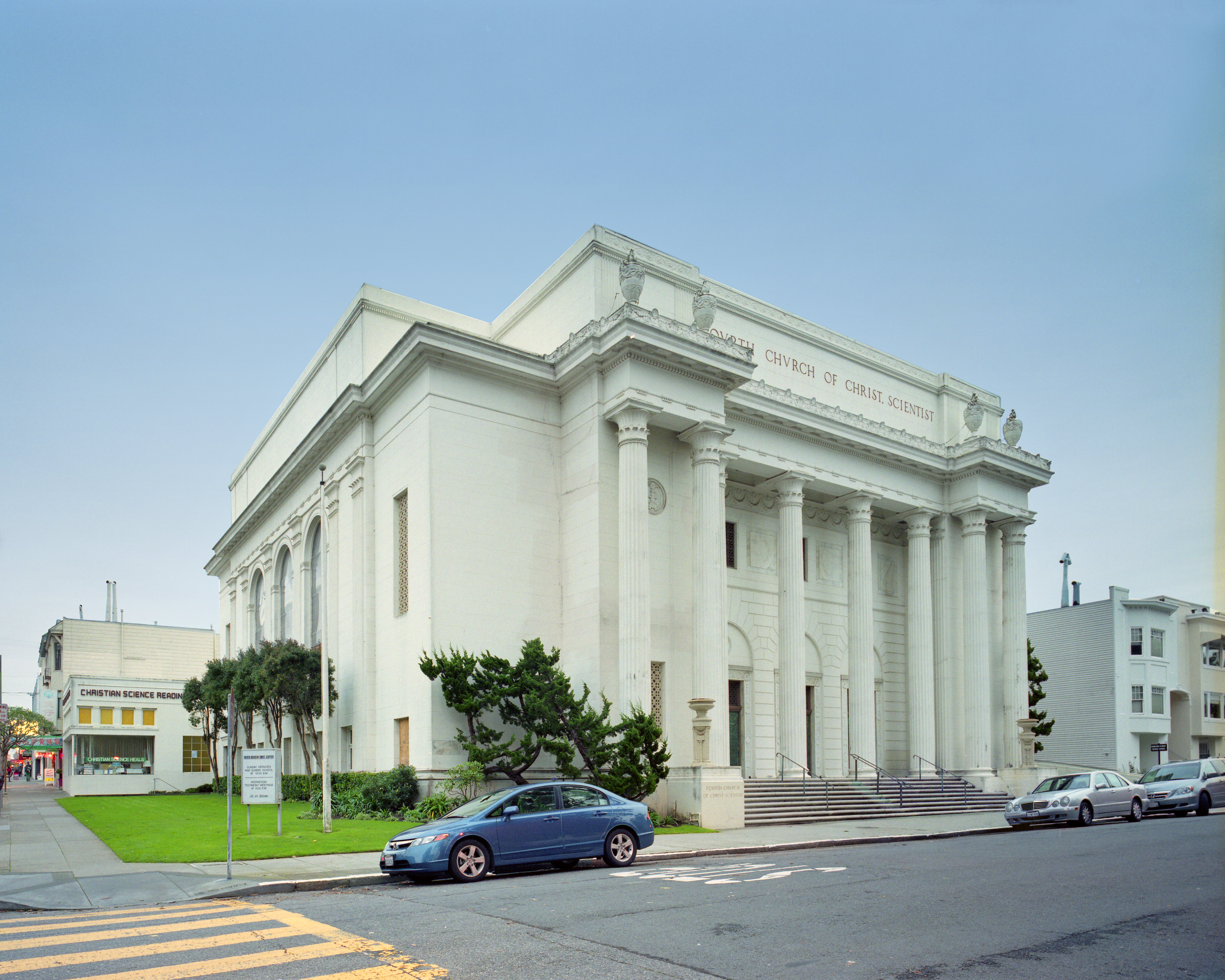
Het huidige hoofdkantoor van het Internet Archive in een voormalige kerk in San Francisco

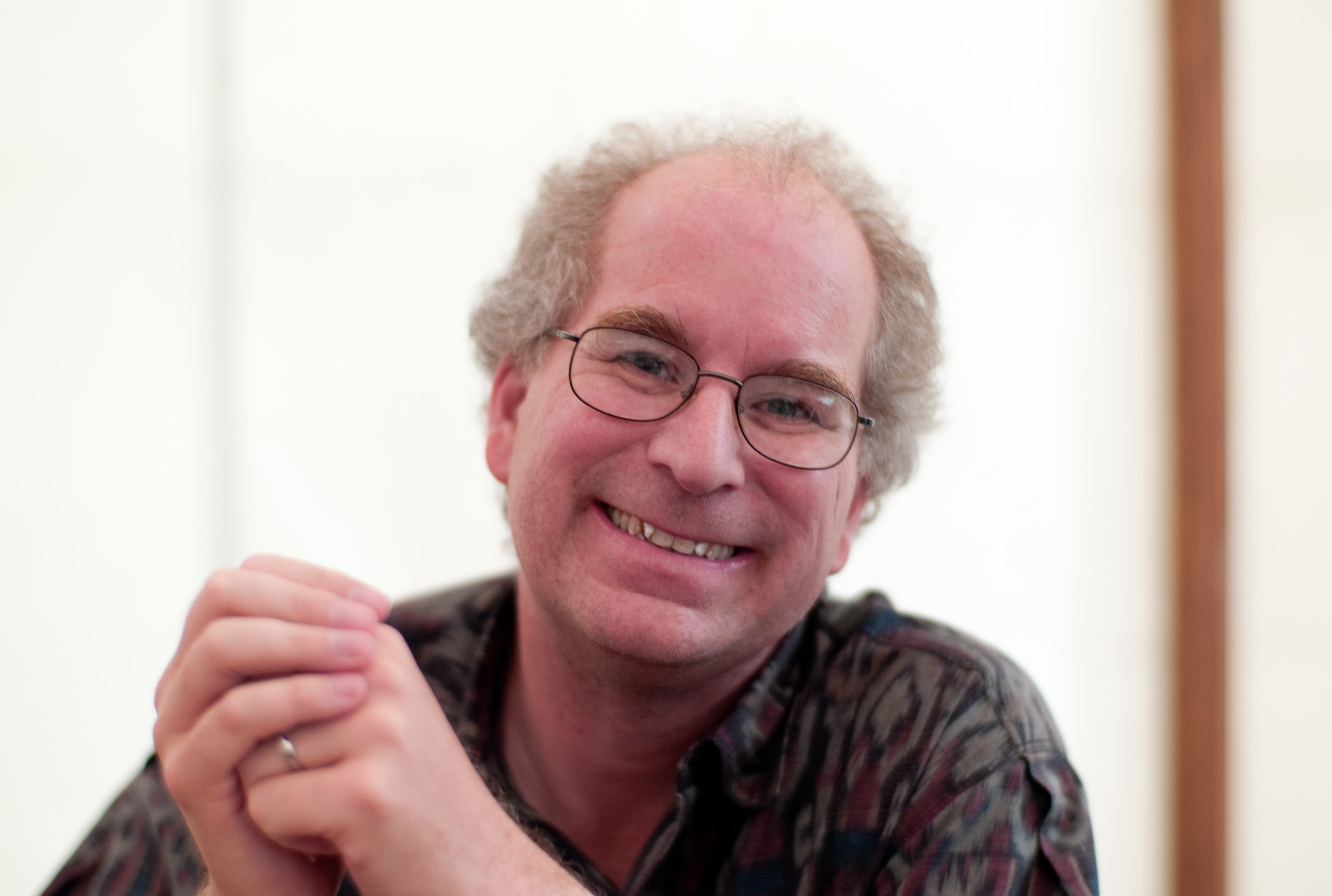
Internetondernemer Brewster Kahle, stichter van het Internet Archive

Het Internet Archive, Nederlands: internetarchief is een non-profitorganisatie uit Californië in de Verenigde Staten, die in 1996 door Brewster Kahle is opgericht. Het Internet Archive beheert een website, archive.org., die gratis toegang biedt tot een grote hoeveelheid gedigitaliseerde media, waaronder andere websites, softwaretoepassingen, muziek, audiovisueel en gedrukt materiaal. Het is dus een database. Het is een van de collecties in de wereld, die tot het digitale erfgoed horen. Het Archive pleit voor een vrij en open internet. De missie is om 'universele toegang tot alle kennis' te bieden. Het was eerst in het Presidio van San Francisco gevestigd, maar is sinds november 2009 in een voormalige kerk van de Christian Science in San Francisco gehuisvest.
Kahle kwam begin 2025 naar Nederland, waarover het NRC op 8 april 2025 een artikel publiceerde.

## Collectie
De collectie omvat:

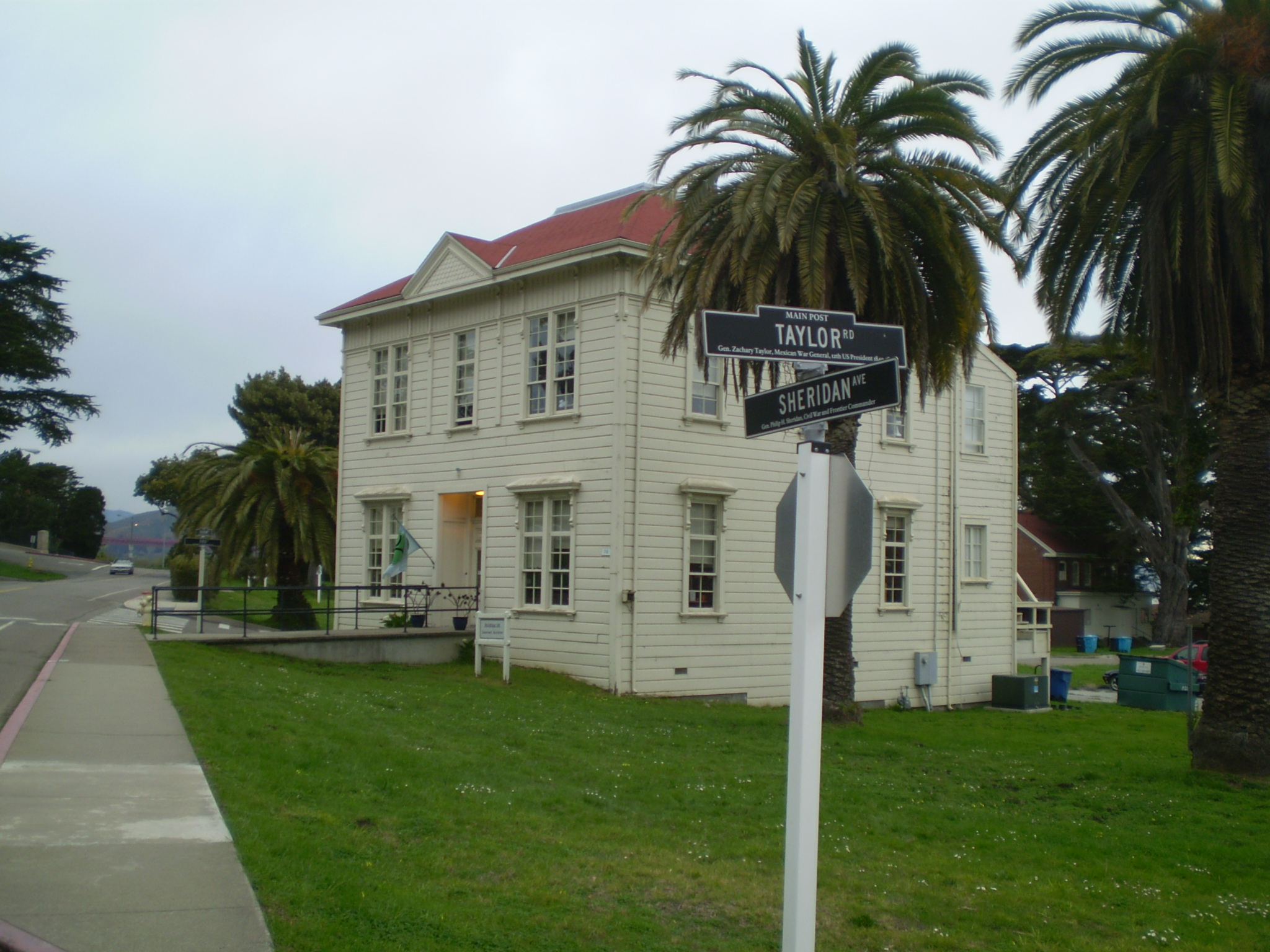
Het voormalige hoofdkantoor in het Presidio, een voormalig militair terrein, tot november 2009 de thuisbasis van het Internet Archive

- Wayback Machine – reservekopieën van websites op het wereldwijde web
- afbeeldingen
- boeken
- films
- geluidsopnames, waaronder opnames van liveconcerten van bands die dit toestaan
- software

### Wayback Machine

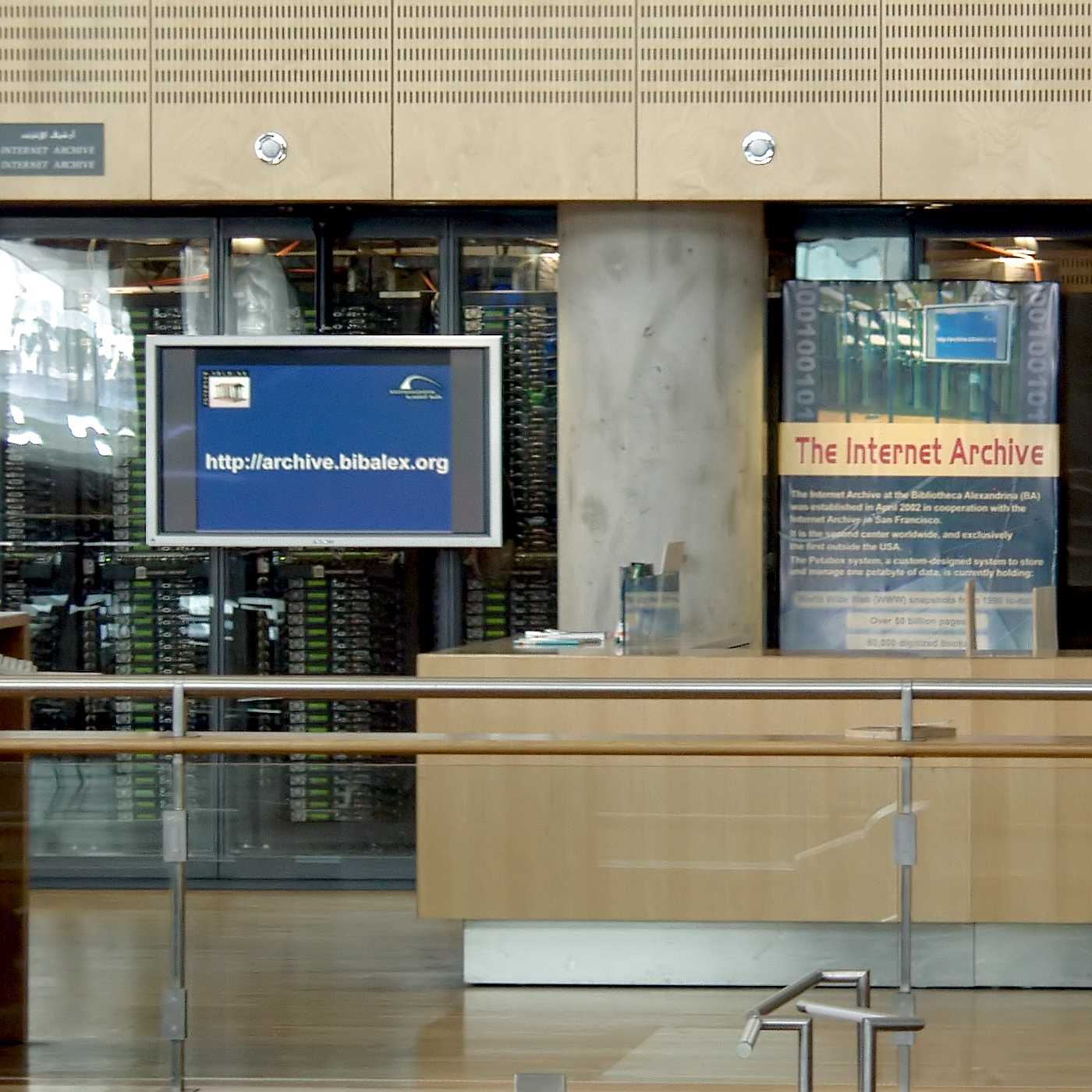
Kopie van het Internet Archive (in de Bibliotheca Alexandrina)

Het archief onderhoudt de Wayback Machine. Nadat een gebruiker een URL opgeeft, zorgt deze machine voor gearchiveerde versies van de website, door de jaren heen. In juli 2024 had Internet Archive meer dan 860 miljard webpagina's opgeslagen.

### Boeken en teksten
De grootste collectie die daarnaast door Internet Archive beschikbaar wordt gesteld, bestaat uit boeken en teksten. In juni 2016 stelde het meer dan 10 miljoen teksten online ter beschikking, waarvan 2,3 miljoen afkomstig waren uit Amerikaanse bibliotheken. Het totale aantal was in april 2022 opgelopen tot 38 miljoen.
Veel boeken zijn publiek domein, en voor iedereen zonder belemmeringen beschikbaar in verschillende formaten, zoals pdf, DjVu, Epub, "full text" en als jp2.
Veel andere boeken, waarvan de auteursrechten nog niet zijn verlopen, kunnen geleend worden middels een gratis account, rechtstreeks of via Open Library. Dit gedeelte is slechts in enkele talen zoals in het Engels, Duits, Spaans toegankelijk, en niet in het Nederlands. Er zijn ook nog slechts weinig Nederlandstalige boeken beschikbaar, maar des te meer Engelstalige. Het totaal aantal boeken dat geleend kan worden bedroeg per april 2022 3,35 miljoen. Dit uitlenen van digitale kopieën op grond van fair use (steeds steunend op het bezit van een fysiek exemplaar) werd door de uitgevers met succes aangevochten: op 4 september 2024 deed het Second Circuit Court of Appeals van New York een uitspraak in hoger beroep die heel het programma op losse schroeven zette.

### Films
Internet Archive heeft onder de categorie Moving Images een gevarieerd aanbod aan audiovisueel materiaal. In juni 2016 bestond de collectie uit meer dan 2,5 miljoen films en filmpjes.
Subcollecties van Moving Images zijn:
- Animation & Cartoons: tekenfilms uit de jaren 30 en 40, computer- en 3D-animatie en zogenaamde Brick-films met Lego-mannetjes.
- Arts & Music: materiaal van de (lokale) tv-programma's als Punkcast, GrooveTV, This or That! en Coffee House TV. Daarnaast ook ingezonden filmpjes.
- Computers & Technology: Diverse programma's over de geschiedenis van computers en internet.
- Cultural & Academic Films: Diverse documentaires, met veel materiaal over archeologie en sociale bewegingen.
- Ephemeral Films: Educatie- promotie- en andere niet-entertainment-filmpjes. Hieronder vallen Britse oorlogspropaganda-filmpjes, reclames voor drive-inbioscopen, oude filmpjes uit San Francisco en een collectie amateurfilms, verzameld door Skip Elsheimer.
- Movies: Hieronder vallen onder andere meer dan duizend bioscoopfilms die in het publieke domein zijn gevallen, en een verzameling filmtrailers.
- News & Public Affairs: Nieuws- en actualiteiten. Hieronder een verzameling nieuwsopnames van de aanslagen van 11 september, programma's over de oorlog in Irak, het programma Democracy Now! en een verzameling toespraken van George W. Bush.
- Non-English Videos: Een verzameling niet-Engelse video's. De talen van de meeste video's zijn Arabisch, Duits, Chinees, Frans, Italiaans, Japans en Spaans.
- Open Source Movies: Ingezonden filmpjes met een Creative Commons-licentie. Met meer dan 72000 filmpjes de grootste collectie.

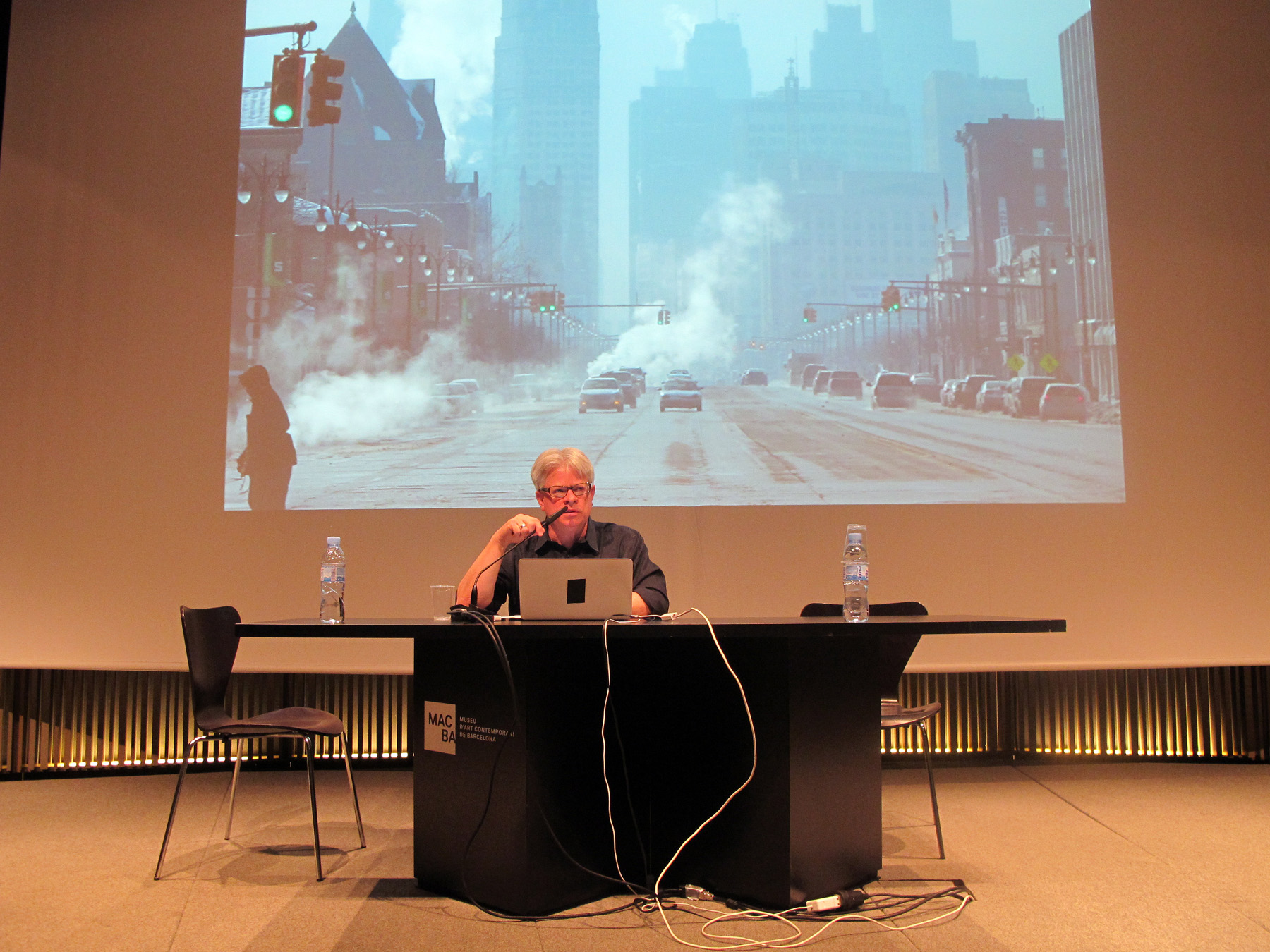
Filmkenner Rick Prelinger digitaliseerde meer dan 2000 filmpjes voor Internet Archive

- Prelinger Archives: de archieven van Rick Prelinger.
- Sports Videos: ingezonden sportvideo's.
- Video Games: een grote verzameling filmpjes over computerspellen. Hieronder vallen reclames, maar ook filmpjes van mensen die spellen zitten te spelen.
- Vlogs: Weblogs vermengd met amateur-televisie. Een uiteenlopende verzameling programma's, onder andere over bordspelen, hardlopen, geocaching en erotiek.
- Youth Media: Programma's voor jongeren.

### Geluidsopnames
Onder de categorie "Audio" bevinden zich meer dan 2,9 miljoen geluidsopnames. De muzieksectie omvat grotendeels muziek van onafhankelijke artiesten, die zich laten vertegenwoordigen door zogenaamde netlabels. Daarnaast is er een grote collectie live-opnames van artiesten, die een open beleid voeren ten aanzien van geluidsopnames van hun concerten, zoals de Grateful Dead, Jefferson Starship, Ryan Adams, en Alejandro Escovedo.
Verder zijn er collecties audioboeken, gedichten, hoorspelen en colleges te vinden.

## Omvang en opslag
De totale omvang van het archief bedroeg in 2003 ongeveer 100 terabyte aan gegevens, met een groeicijfer van 12 terabyte per maand. In 2004 bereikte het een grootte van meer dan een petabyte, met een groeicijfer van 20 terabyte per maand. Dit is inclusief 40 miljard webpagina's. Een kopie van de gegevens wordt ook bijgehouden in de Bibliotheca Alexandrina in het Egyptische Alexandrië. In oktober 2012 werd de mijlpaal van 10 petabyte bereikt.

## Licenties
De meeste films, boeken en geluidsopnames vallen onder het publieke domein of vallen onder de Creative Commons-licentie.

De live-opnames van artiesten kunnen bestaan omdat die artiesten een open beleid voeren bij hun optredens, maar dat maakt de muziek zelf nog niet vrij van auteursrechten.

## Websites

### Algemeen
- (en) Internet Archive met de (en) Wayback Machine
- European Web Archive, vergelijkbare dienst
- (en) Open Library

### Voorbeelden Wayback Machine
- De Nederlandstalige Wikipedia op 19 oktober 2001 (alles: .com en .org)

- Bibliothèque nationale de France: cb170635025 (data)
- Gemeinsame Normdatei: 1222513323
- International Standard Name Identifier: 0000 0004 9260 2112
- Library of Congress Control Number: n2001062537
- MusicBrainz: 44eb567e-3e38-4936-ba6c-751e2627e649
- Nationale bibliotheek van Australië: 54356800
- Nationale Bibliotheek van Israël: 987007594621105171
- SNAC: w6b33t8m
- Système universitaire de documentation: 219991014
- Trove: 1602304
- Virtual International Authority File: 123343900